# Sergiy Plyuta
Sergiy Plyuta (ukrainisch Сергій Плюта / Serhij Pljuta; * 1978 in der Ukraine) ist ein Profitänzer in der Sparte „Lateinamerikanische Tänze“, Tanzsporttrainer und Tanzpädagoge.
Plyuta kam nach dem Studium der Tanzpädagogik an der Internationalen Slawischen Universität in Kiew 2001 nach Berlin. In den Jahren 2008 bis 2011 tanzte er mit Debbie Seefeldt. Zunächst tanzte das Paar als Amateure und startete für den Club Saltatio Hamburg. Ab März 2010 startete das Paar bei den Professionals. Dort belegte es den geteilten 10./11. Platz der Rangliste der Professionals in den Lateintänzen (Stand: Januar 2011). 2011 zog sich das Paar aus dem aktiven Profitanzsport zurück, um als Tanztrainer und Tanzlehrer zu arbeiten. Plyuta betreibt Tanzschulen in Herne und Gelsenkirchen.
Plyuta nahm an der 2011 ausgestrahlten vierten Staffel der Tanzshow Let’s Dance teil. Er war Tanzpartner von Regina Halmich. Das Paar schied in der ersten Sendung aus. Auch in der fünften Staffel war Plyuta wieder dabei, diesmal als Tanzpartner der Schlagersängerin Stefanie Hertel. Das Paar erreichte den dritten Platz. Auch nach dem Ende der Let’s Dance-Staffel hatten Sergiy Plyuta und Stefanie Hertel gemeinsame Tanzauftritte, z. B. 2012 in der Unterhaltungsshow „Immer wieder sonntags“ und 2013 bei der „Swing Night“ in Bergen.
Sergiy Plyuta bei Let’s Dance
| Staffel (Jahr) | Partner         | Platzierung |
| -------------- | --------------- | ----------- |
| 4 (2011)       | Regina Halmich  | 10.         |
| 5 (2012)       | Stefanie Hertel | 3.          |

## Erfolge bei den Professionals
- 1. Platz Holland Masters 2010
- 3. Platz Deutsche Meisterschaften Kür Latein 2010
- 3. Platz Deutsche Meisterschaften 10-Tanz 2010